# Штефан Ташнаді
Штефан Ташнаді (21 березня 1953 — 27 лютого 2018) — румунський важкоатлет.
Срібний призер Олімпійських Ігор 1984 року в категорії 110 кг, учасник 1980 року.